# Emil Pažický
Emil Pažický   (Žilina, 14 d'octubre de 1927 - Bratislava, 21 de novembre de 2003) fou un futbolista eslovac de la dècada de 1950.
Fou 18 cops internacional amb la selecció txecoslovaca amb la qual participà en la Copa del Món de Futbol de 1954.
Pel que fa a clubs, defensà els colors de ŠK Žilina, Slovan Bratislava, ATK Praha i Jednota Trenčín.